# La Petite (film, 2023)
Pour les articles homonymes, voir La Petite.
Pour plus de détails, voir Fiche technique et Distribution.
La Petite est un film dramatique franco-belge réalisé par Guillaume Nicloux et sorti en 2023.

## Synopsis
Après la mort de son fils Emmanuel et de son compagnon Joachim dans un accident d'avion, Joseph, un sexagénaire, décide d'aller en Belgique à la rencontre de Rita, la mère porteuse de l'enfant attendu par les deux hommes.

## Fiche technique
Sauf indication contraire, les informations mentionnées dans cette section peuvent être confirmées par les bases de données cinématographiques IMDb et Allociné,  présentes dans la section « Liens externes ».
- Titre original : La Petite
- Réalisation : Guillaume Nicloux
- Scénario : Guillaume Nicloux et Fanny Chesnel
- Musique : Astrid Gomez-Montoya et Rebecca Delannet
- Décors :
- Costumes : Anaïs Romand
- Photographie : Yves Cape
- Montage : Guy Lecorne
- Son : Thomas Desjonquères et Fanny Weinzaepflen
- Production : François Kraus et Denis Pineau-Valencienne
- Sociétés de production : Les Films du kiosque, France 2 Cinéma, SND et UMedia
- Société de distribution : SND
- Budget : 7,4 millions d'euros
- Pays de production :  France et  Belgique
- Langue originale : français
- Format : couleur
- Genre : Drame
- Durée : 92 minutes
- Dates de sortie :
  - France : 
    - 22 août 2023 (Angoulême)
    - 20 septembre 2023 (en salles)

## Distribution
Sauf indication contraire ou complémentaire, les informations mentionnées dans cette section proviennent du générique de fin de l'œuvre audiovisuelle présentée ici.
- Fabrice Luchini : Joseph Siprien
- Mara Taquin : Rita Vandewaele
- Maud Wyler : Aude Siprien
- Veerle Baetens : la mère de Rita
- Juliette Metten : Ava Vandewaele
- Lucas Van den Eynde : Pieter, le père de Joachim
- Viv Van Dingenen : Sigrid, la mère de Joachim
- Aurélia Thiérrée : la psychologue de la cellule de crise
- Anne Consigny : la patiente d'Aude
- Abbas Fasaei : le vendeur de voitures
- Sandrine Dumas : la commissaire-priseur

## Production
Le film est une adaptation du livre Le Berceau de Fanny Chesnel.